# Wijzerplaat

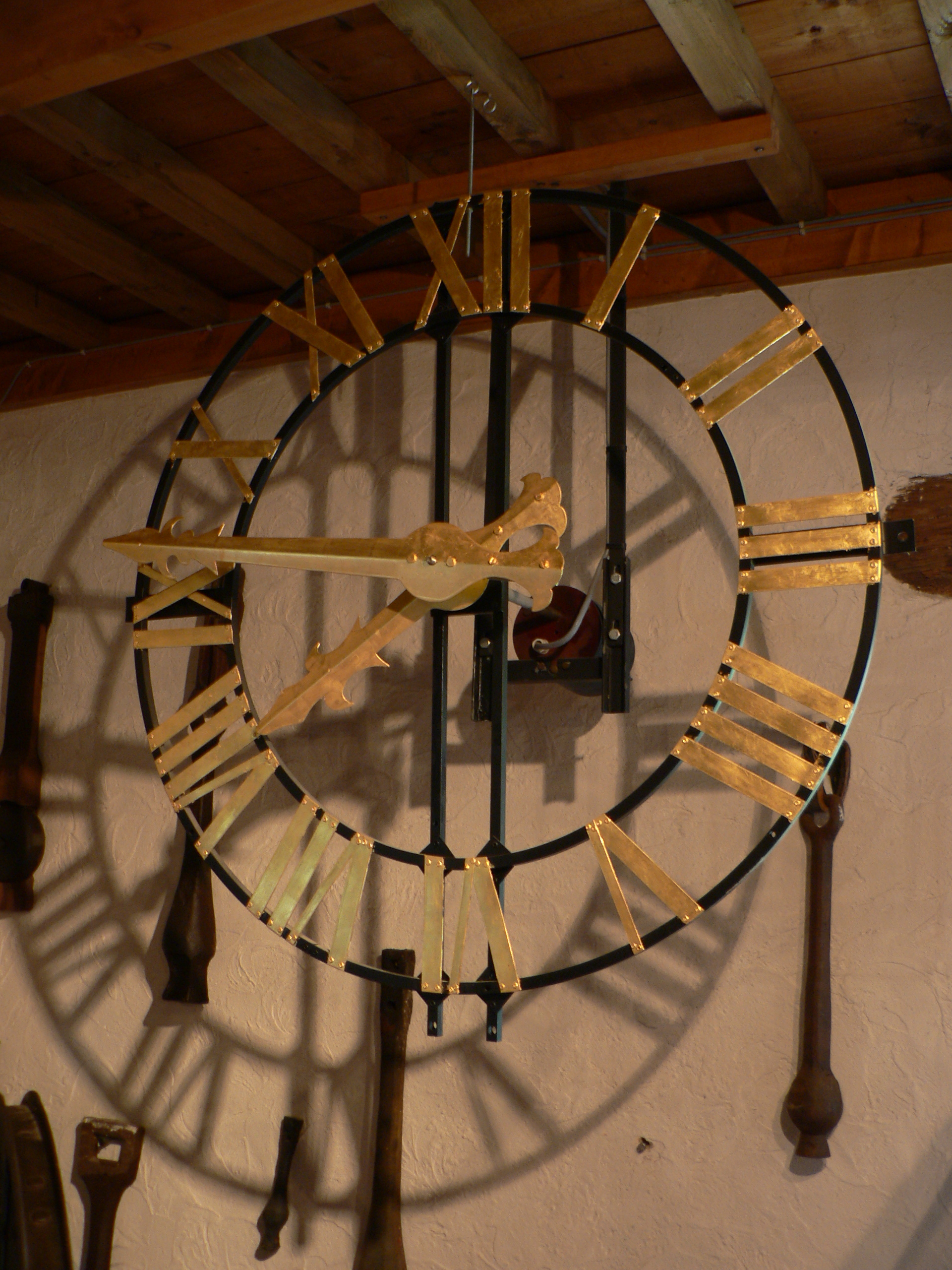
Wijzerplaat met 3 groepen cijfers

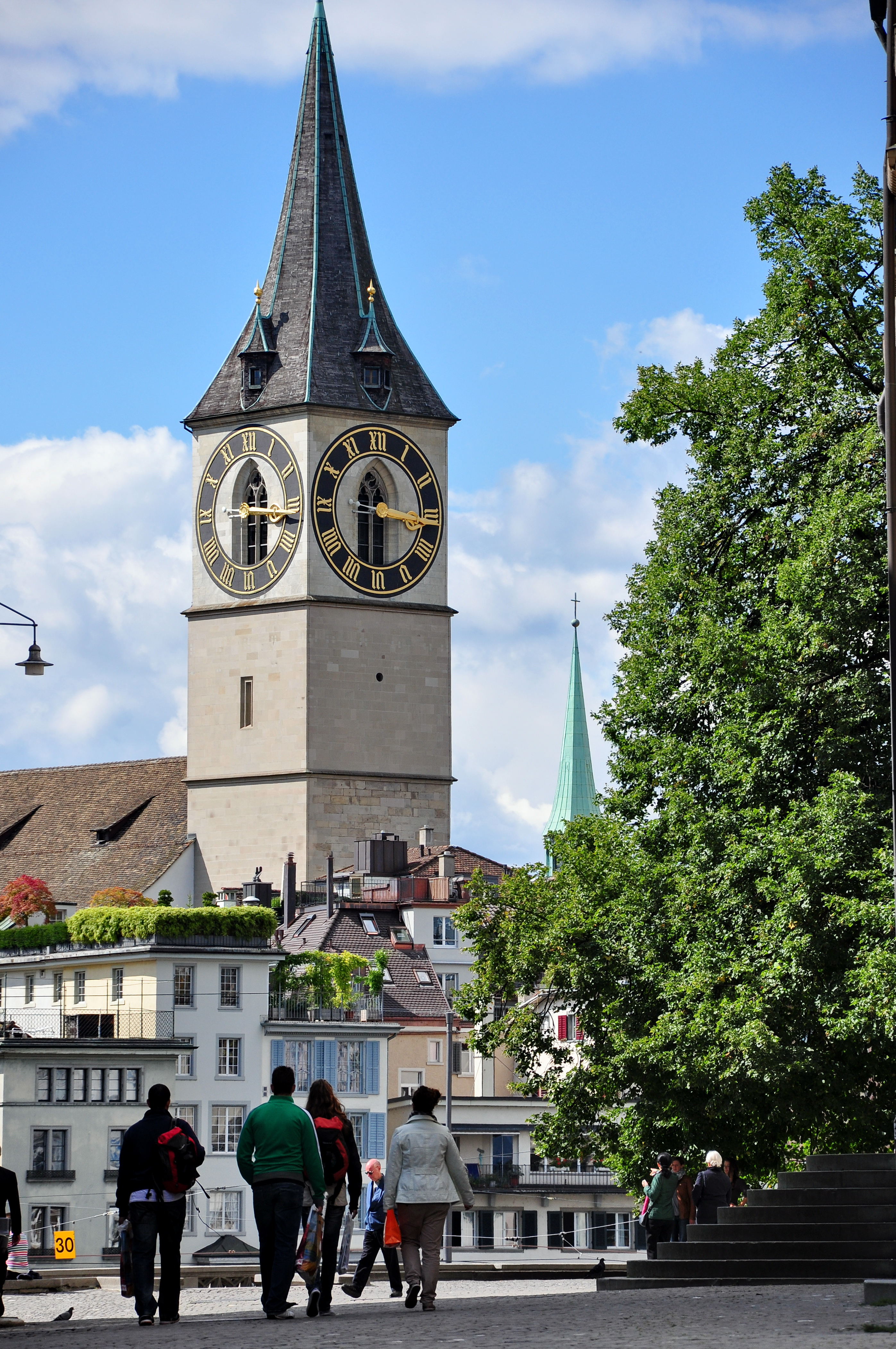
St. Peterskirche in Zürich

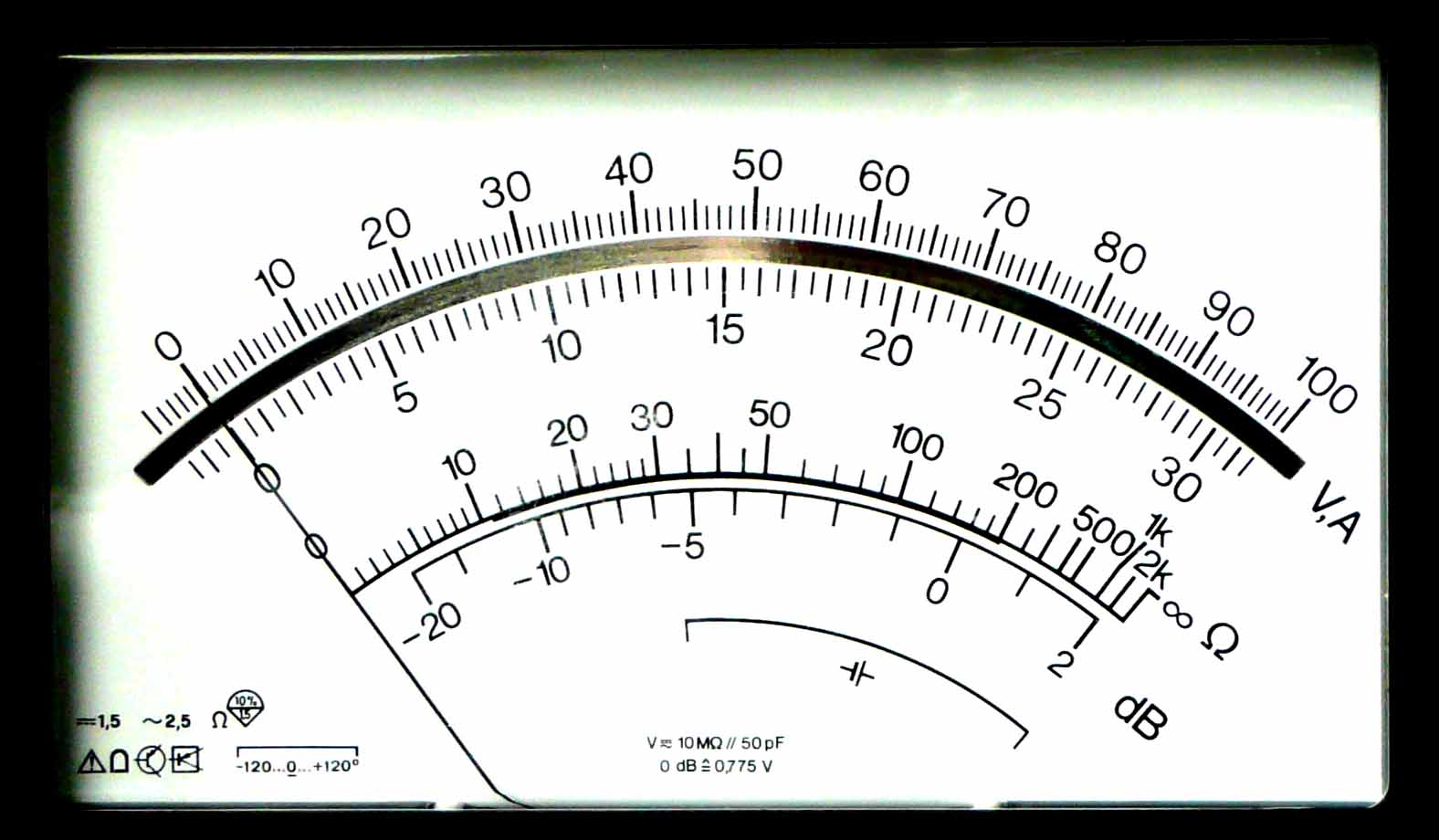
Wijzerplaat van een multimeter. Let op de spiegel, links van de letters V,A.

Een wijzerplaat is onderdeel van een instrument waarop met een of meer wijzers een waarde kan worden aangegeven. Het is een analoge weergave van een waarde, en een alternatief voor een digitale weergave (weergave in cijfers). Tussenvormen zijn een wijzerplaat met wijzer(s) die op een digitaal scherm wordt weergegeven, en een wijzerplaat met wijzers die tussen discrete posities steeds een sprongetje maken.
De betreffende waarde is vaak een meetwaarde, zoals bij een uurwerk, een hoogtemeter of een multimeter, maar bij een veilingklok betreft het een potentieel bod.
Rondom de wijzerplaat staan streepjes met cijfers erbij. 
Om een waarde nauwkeurig te kunnen aflezen, zit er soms een spiegel achter de wijzerplaat. Men moet dan zodanig kijken dat de wijzer en zijn spiegelbeeld samenvallen. Hiermee vermijdt men parallax bij het aflezen.
Uurwerken hebben haast altijd een wijzerplaat met een uurwijzer die in 12 uur rondgaat, twee keer per dag, een minuutwijzer die in een uur rondgaat en soms een secondewijzer die in een minuut rondgaat. De uurwijzer is korter en vaak meer gedecoreerd. De secondewijzer is vaak dunner en heeft een afwijkende kleur
Bij uurwerken kan de uitvoering van de wijzerplaat zeer verschillen. Vaak ontbreken de streepjes of de cijfers. Soms zijn er geen cijfers of zijn alleen de waarden 3, 6, 9 en 12 vermeld. Soms staan er twee ringen met cijfers (1-12 en 13-24) langs de rand en soms zijn ook de minuten met cijfers aangeduid (0 - 5 - 10 - 15 t/m 55). Bij klassieke uurwerken zijn Romeinse cijfers populair.
Bij vrijwel alle uurwerken met Romeinse cijfers wordt de 4 niet aangeduid als IV maar als IIII. Een verklaring hiervoor is de  symmetrie: er ontstaan drie groepen van vier cijfers: I II III IIII - V VI VII VIII - IX X XI XII. Er zijn ook andere verklaringen.
De grootste wijzerplaat van Europa heeft de St. Peterskirche in Zürich met een diameter van 8,7 meter.
De bekendste wijzerplaat is waarschijnlijk die van Big Ben. Hier wordt de 4 als IV aangeduid.